# Patrick Rafter
Patrick Michael Rafter (* 28. prosince 1972) je bývalý australský profesionální tenista. Byl známý svojí hrou založenou na rychlém podání, volejích a přechodu k síti. Během své kariéry vyhrál celkem 11 turnajů ATP ve dvouhře a 10 ve čtyřhře. Jeho největším úspěchem je vítězství na US Open v letech 1997 a 1998 ve dvouhře a na Australian Open 1999 ve čtyřhře. V roce 1999 vyhrál s týmem Austrálie Davisův pohár. V létě 1999 byl na 1. místě mezinárodního žebříčku ATP.

## Finálová utkání na turnajích Grand Slamu

### Mužská dvouhra: 4 (2–2)
| Stav      | Rok  | Turnaj    | Povrch | Soupeř ve finále   | Výsledek                       |
| --------- | ---- | --------- | ------ | ------------------ | ------------------------------ |
| Vítěz     | 1997 | US Open   | tvrdý  | Greg Rusedski      | 6–3, 6–2, 4–6, 7–5             |
| Vítěz     | 1998 | US Open   | tvrdý  | Mark Philippoussis | 6–3, 3–6, 6–2, 6–0             |
| Finalista | 2000 | Wimbledon | tráva  | Pete Sampras       | 7–6(12–10), 6–7(5–7), 4–6, 2–6 |
| Finalista | 2001 | Wimbledon | tráva  | Goran Ivanišević   | 3–6, 6–3, 3–6, 6–2, 7–9        |